# Montrabé

Montrabé este o comună în departamentul Haute-Garonne din sudul Franței. În 2009 avea o populație de 3.442 de locuitori.

## Evoluția populației
| An        | 1975 | 1982  | 1990  | 1999  | 2006  | 2009  |
| --------- | ---- | ----- | ----- | ----- | ----- | ----- |
| Populație | 821  | 1.740 | 2.347 | 3.201 | 3.332 | 3.442 |

## Monumentele

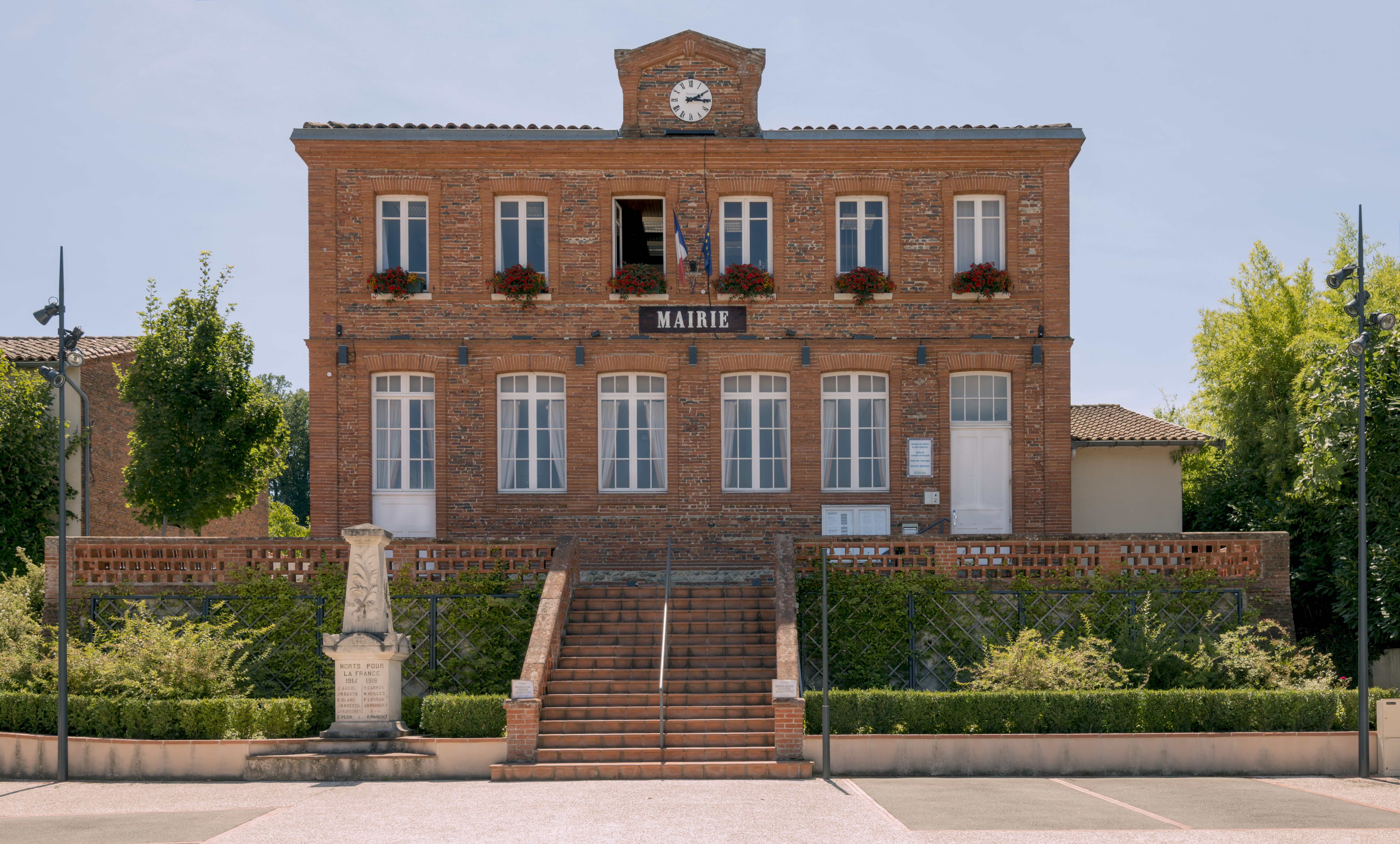
Primăria
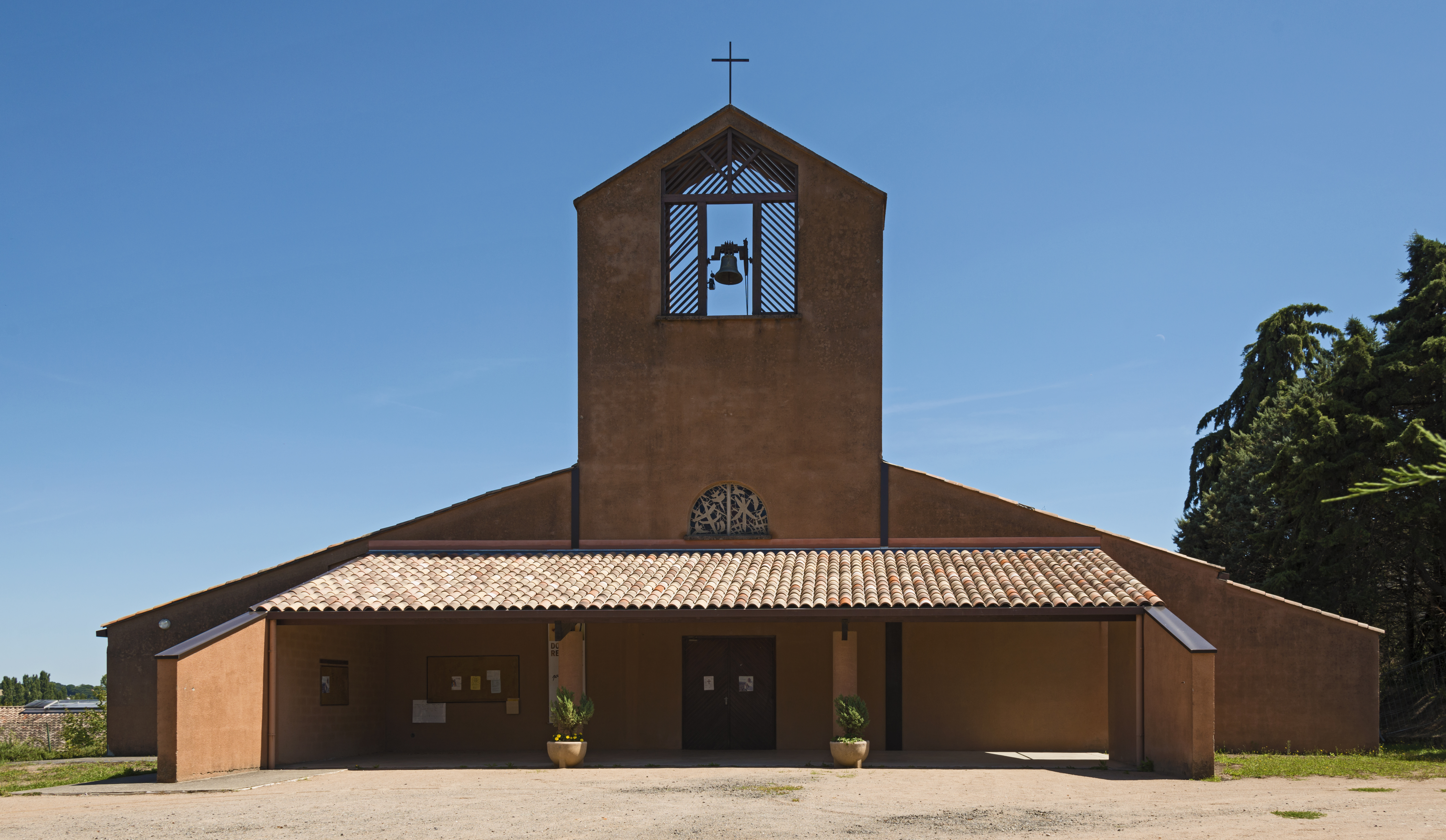
Biserica Saint Martial